# 薬園
薬園（やくえん）とは、薬用植物を栽培するために設置された畑及び関連施設のこと。

## 概要
薬園は古代から国家などによって経営されたものが存在したが、外国の珍奇な薬草を収集・栽培して社会に貢献するという役割を担っていたわけではなかった。古代ギリシアなどの西方世界では主に毒物学及び毒薬に対する解毒剤研究といった側面があり、古代中国などの東方世界では不老長寿のための霊薬研究といった側面があり、君主の政治的・個人的思惑の裏返しであった。
日本の律令制では典薬寮に薬園が置かれ、更に光明皇后の発願で施薬院が設置されて民衆に薬が提供されたが、施薬院は次第に民衆を締め出して権力層に対する奉仕機関となって、律令制衰微期の平安時代末期には消滅した。豊臣政権において施薬院全宗が施薬院使に任じられて再建にあたって庶民への医療も行ったが、全宗の死と豊臣政権の崩壊によって次第に形骸化した。中国の南宋でも薬の品質統一と民衆への提供を兼ねた太平恵民局が置かれたが官吏の不正による機能の停滞に至った。
江戸時代の日本の薬園はもっぱら江戸幕府や諸藩の経済的意図のもとに渡来植物の育成及び薬種の生産研究が行われた。ただし、薬園で得られた薬草の標本が和薬改所などの検査機関において薬草・薬物の真贋判定に用いられた例や小石川御薬園での青木昆陽による甘藷研究や日光御薬園での田村藍水による高麗人参の日本国産化成功、そして実際に薬園で生産された薬種の商業流通によって実際の社会に貢献していた事実も否定は出来ない。

## 例
- 御薬園
- 巣鴨薬園